# Oakes Ames
Pour les articles homonymes, voir Ames (homonymie).
Oakes Ames (10 janvier 1804, Easton - 8 mai 1873, Easton), est un homme d'affaires et homme politique américain.

## Biographie

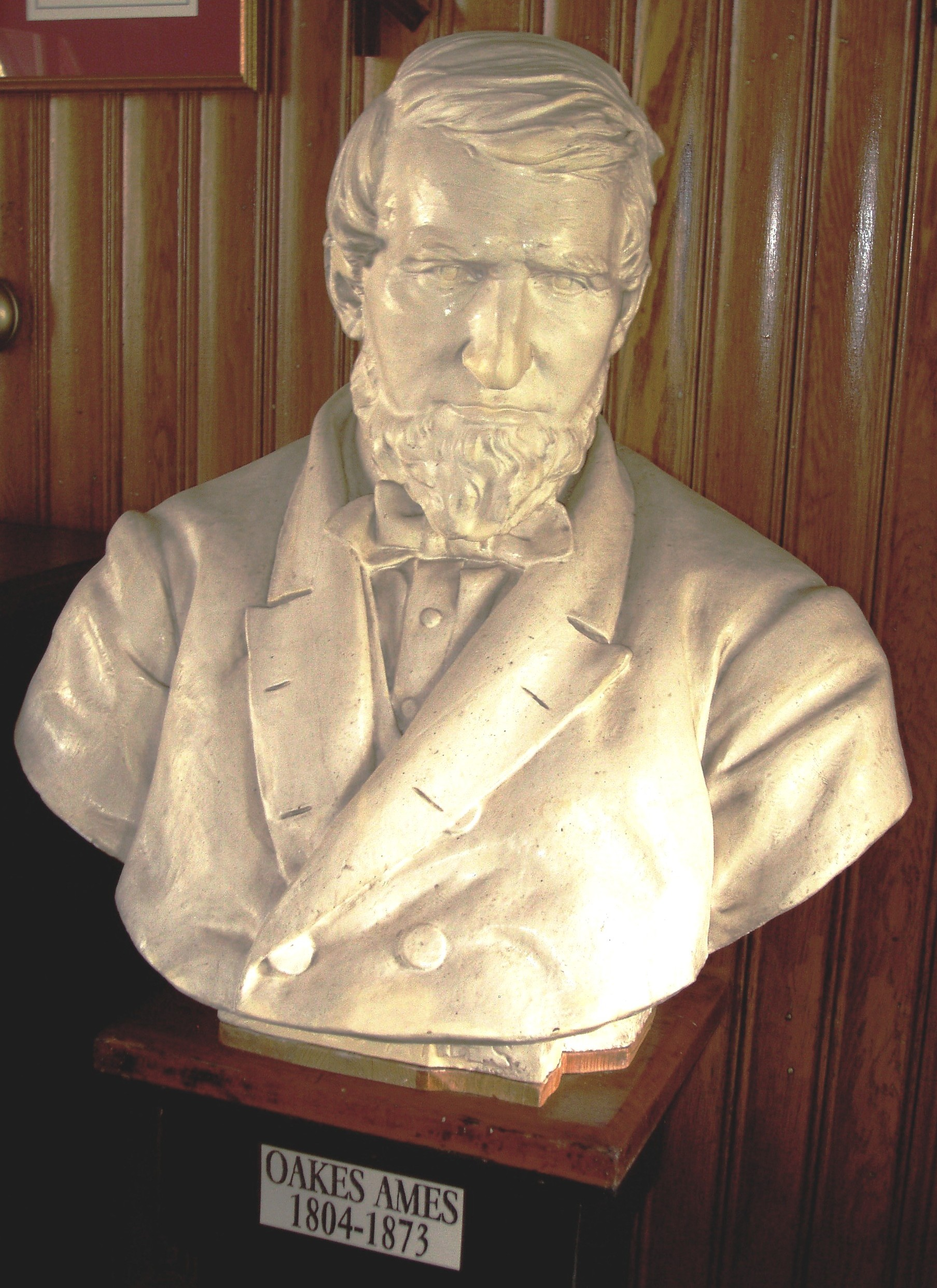
Buste d'Oakes Ames.

Frère d'Oliver Ames, Jr. (en), il dirige la société Oliver Ames & Sons. Il est président de l'Union Pacific de 1866 à 1871.
Il est membre de la Chambre des représentants des États-Unis de 1863 à 1873. Il participe directement à l'élaboration et à l’attribution des statuts fédéraux de sa propre compagnie.
Il est le père d'Oliver Ames et d'Oakes Angier Ames (en).

## Sources
1. ↑  Frank Browning et John Gerassi, Histoire criminelle des États-Unis, Nouveau monde, 2015, p. 285

- (en) Cet article est partiellement ou en totalité issu de l’article de Wikipédia en anglais intitulé « Oakes Ames » (voir la liste des auteurs).